# Леванидов, Валерий Иванович
Валерий Иванович Леванидов (1 апреля 1905, Рига – 22 марта 1983, Москва) – советский художник, живописец. Член Союза художников СССР.

## Биография
Валерий Иванович Леванидов родился в 1905 году в Риге в семье Ивана Николаевича Леванидова и Анны Моисеевны Леванидовой. Вскоре семья переехала в Гороховец, где и прошло детство художника.
Леванидов  получил художественное образование в Нижегородском художественно-промышленном техникуме, где в 1923-1927 годах он учился у А. В. Фонвизина. В 1930 году окончил ВХУТЕИН, где занимался у С. В. Герасимова, К. Н. Истомина, А. А. Осмеркина.
Живописная концепция художника сформировалась в 1930-е годы. В своих работах Леванидов опирался на правдивую передачу натуры, ясность и простоту композиционных решений, искренность авторской интонации. Художник тяготел к тональной живописи, к мягкой и лирической цветовой гамме. Его привлекало искусство полутонов, поэтика красочных нюансов.
Наиболее значительные достижения Леванидова связаны с пейзажным жанром. В ряде произведений 1930-х годов приемы тональной живописи совмещались с приемами декоративного письма. Иногда акварель вводилась им в смешанную технику в качестве одного из компонентов.
Во время Великой Отечественной войны Валерий Леванидов был минером. Сохранилось лишь несколько этюдов этой поры — видов разрушенного Смоленска. К активной творческой работе художник приступил только после окончания войны.
В живописи Леванидова 1950-х годов начинает просматриваться тенденция сведения цветовой сложности к декоративному обобщению. Для работ этого периода  характерны эффекты освещения, откровенный декоративизм, поэтика живописно-пластических обобщений.
В 1970-е годы художник создал программные для этой новой стилистики произведения — тематическую картину с военным сюжетом. Его картины на военно-патриотические темы были искренней данью художника-фронтовика памяти о пережитом.
Художник ушел из жизни в Москве в  1983 году. Подавляющее число его  произведений  впервые было обнародовано на суд широкой публике в посмертной персональной выставке, организованной по линии РСФСР через год после смерти, в 1984 году. Статью к каталогу персональной выставки Леванидова написал Станислав Иваницкий, занимавший в то время должность заведующего отделом советского искусства Государственной Третьяковской Галереи.
В период работы выставки представители многих крупнейших государственных художественных  собраний страны изъявили желание иметь работы художника в своих музеях, в том числе Третьяковская галерея, Государственный Исторический музей, Горьковский (ныне Нижегородский) государственный  художественный музей, Орловский музей изобразительных искусств, Тульский музей изобразительных искусств, Владимиро-Суздальский музей-заповедник и многие другие. На сегодняшний день его произведения находятся в более чем 20 музеях России, в том числе Государственном Русском музее Санкт-Петербурга, Саратовском государственном художественном музее им. А.Н. Радищева,  Государственном учреждении культуры музейного объединения музее Истории Москвы, а также в частных собраниях в России и за рубежом.

## Выставки
Начал участвовать в выставках с 1934 года. В 1939 году художник провёл свою первую персональную выставку в Москве.
- 1936 – Москва – Выставка-смотр произведений молодых художников (живопись, графика, скульптура).
- 1939 – Москва – Выставка художников-станковистов МОССХ.
- 1940 – Москва – Седьмая выставка Союза московских художников (графика, акварель, рисунок).
- 1957 – Москва – Выставка «Москва социалистическая в произведениях московских художников».
- 1986 – Москва – перс. СХ РСФСР.
- 1992 – Москва – 20-30-е годы. МОСХ, ЦДХ.
- 2017 – Москва – Крылатский орнамент[9]

## Основные работы
| - «В Крыму» (1929) - «Рыбацкий поселок» (1930) - «Улица» (1931) - «Крыши. Радуга» (1931) - «Дали» (1931) - «14-я годовщина Октября в Ленинграде» (1931) - «Демонстрация» (1931) - «Гороховец. Осень» (1933) - «Горький. Мост через р.Оку» (1933) - «Весна. Измайлово» (1934) - «Пейзаж с деревом» (1934) - «Окраина. Измайлово» (1934) - «Портрет шахтёра» (1934) - «Рыбокоптильня» (1935) - «Деревья, освещенные солнцем» (1935) | - «Москва с Воробьевых гор» (1935) - «Гороховец. Даль» (1936) - «Голубая даль» (1936) - «На берегу» (1936) - «Хижины в горах» (1936) - «Портрет отца» (1936) - «Цветы и гранаты. Натюрморт» (1936) - «Городской пейзаж» (1937) - «Портрет М. П. Горбункова» (1937) - «Старик в шапке» (1938) - «Старик в шубе» (1938) - «Вечер. Ордынка» (1939) - «В красном платке» (1939) - «Автопортрет» (1939) - «Цветы» (1940) | - «Можайск. Зенитные установки» (1943) - «Букет цветов» (1945) - «Вольница» - «Китай-город» (1947) - «Василий Блаженный» (1947) - «Интерьер в Доме творчества “Сенеж”» (1950) - «Туман» (1956) - «Окружная железная дорога» (1956) - «Заводской мотив» (1957) - «Пейзаж с фабричной трубой» (1958) - «Демонстрация» (1965) - «Берег Мсты» (1970) - «Ночь в Валентиновке» (1970) - «Немцы под Москвой» (1972) - «Кричащий» (1974) |

Музеи, в собрании которых находятся работы художника:
- Государственный Русский музей
- Государственный исторический музей
- Музейное объединение «Музей Москвы»
- Государственный музей обороны Москвы
- Нижегородский государственный художественный музей (Горький. Мост через р.Оку. 1933; Рыбокоптильня 1935; Старик в шапке. 1938. 41х33,5)
- Воронежский областной художественный музей имени И. Н. Крамского (Хижины в горах. 1936)
- Смоленский государственный музей-заповедник
- Саратовский художественный музей имени А. Н. Радищева
- Ивановский областной художественный музей (Автопортрет.  1939. Х.М. 51х41)
- Национальная галерея Республики Коми (Голубая даль. 1936. Х.М. 44х54)
- Кыргызский Национальный музей изобразительных искусств им. Гапара Айтиева  (Букет цветов. 1945. Х.М. 60х50)
- Владимиро-Суздальский музей-заповедник (Старик в шубе. 1938. 43,5х38,5)
- Рыбинский государственный историко-архитектурный и художественный музей-заповедник (Городской пейзаж. Акварель. 1937)
- Краснодарский краевой художественный музей имени Ф. А. Коваленко
- Белгородский государственный художественный музей (Портрет шахтёра. 1934.; Портрет М.П. Горбункова. 1937)
- Тульский областной художественный музей (Портрет отца. 1936; Цветы. 1940; Можайск. Зенитные установки. 1943)
- Орловский музей изобразительных искусств
- Архангельский музей изобразительных искусств
- Курганский областной художественный музей